# Beli (Leningràdskaia)
|  | Per a altres significats, vegeu «Beli». |

Beli - Белый (rus) - és un khútor del krai de Krasnodar, a Rússia. És a la vora d'un afluent de la dreta del Sossika, tributari del Ieia, a 15 km a l'est de Leningràdskaia i a 146 km al nord-est de Krasnodar.